# 爵

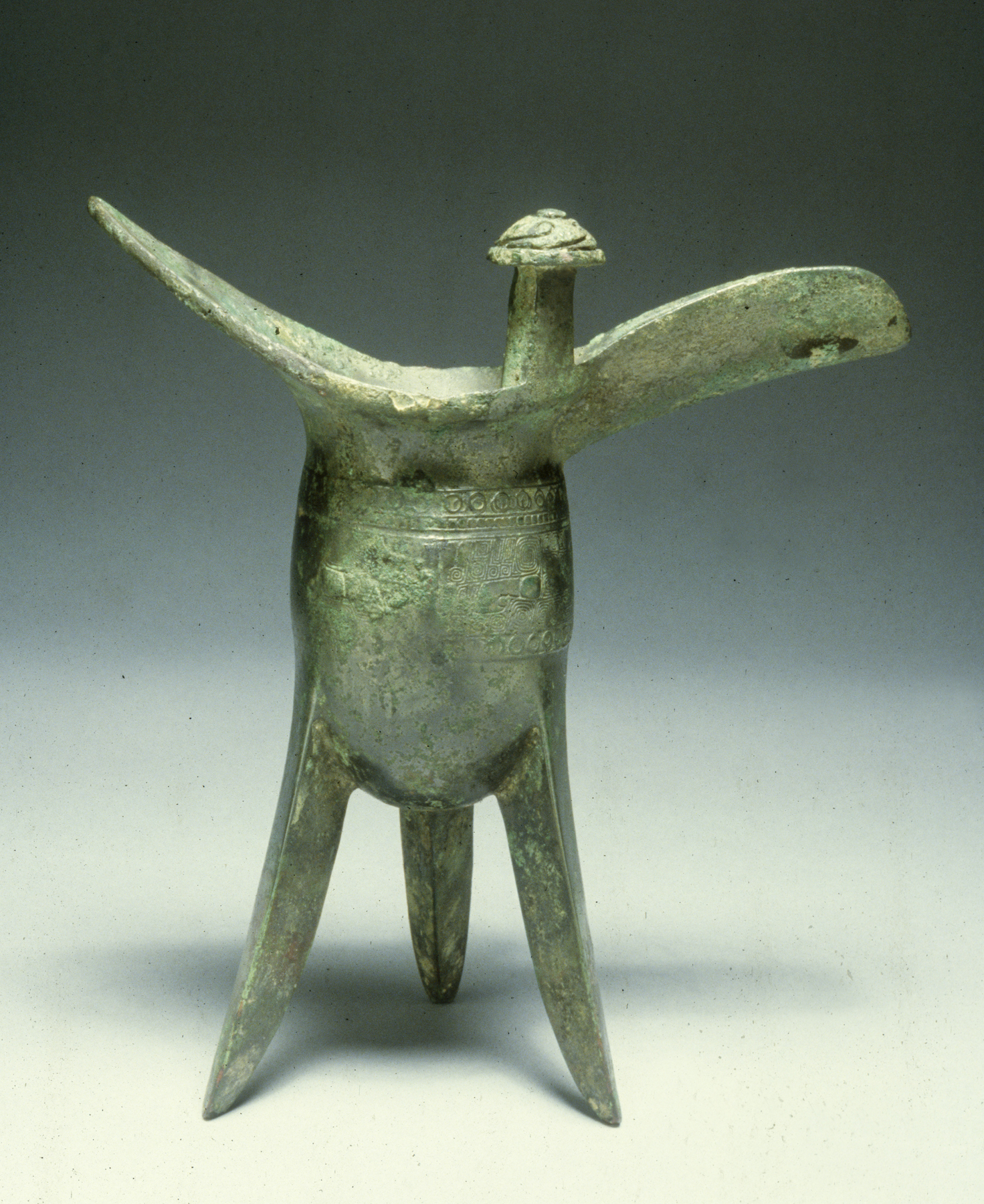
商代帶紋爵

爵是中国傳統一种用于饮酒的容器（大众熟知的功能为饮酒器具，但尚有爭議，可能為禮器用於祭祀)，从出土的造型来看，有三足爵、瓒型爵、鸟型爵。
三足爵为大众熟知的爵造型，前有流（倾酒的流槽），后有尾，中有杯，一侧有鋬，下有三足，杯口有二柱。瓒型爵与三足爵最大的不同是没有足的结构，且有握柄，用以抓持。
爵同时又是饮器的通称。爵在商代和的西周青铜礼器的考古发现中是相当常见的。《博古图》对于爵的使用曾经有过归纳：「爵于彝器是为至微，然而礼天地、交鬼神、和宾客以及冠、昏、丧、祭、朝聘、乡射，无所不用，则其为设施也至广矣。」
河南省偃师市二里头文化的铜爵是中国目前发现的最早的青铜容器，也是中国目前发现的最早的青铜酒器。

## 功能
- 上面提到爵的几种器形从外观的实用功能角度来看，可能都不适合饮酒，其是否作为饮酒器具目前仍存在争议。
- 加热鬯酒[3]（“歆”）：三足爵底部立有三足，可用于加热内部的酒，使酒香味溢散，神明享用后，便达到了人神沟通的目的。
- 以酒浇地（“祼”）：将爵中的酒向下洒在地上等，三足爵和瓒型爵都有此功能。
- 祭祀上饮酒：《礼记•祭统》: “君执圭瓒灌尸”，在祭祀仪式上，一人作为“尸”，可以喝一口祭祀用的瓒中的酒。[4]

## 图例

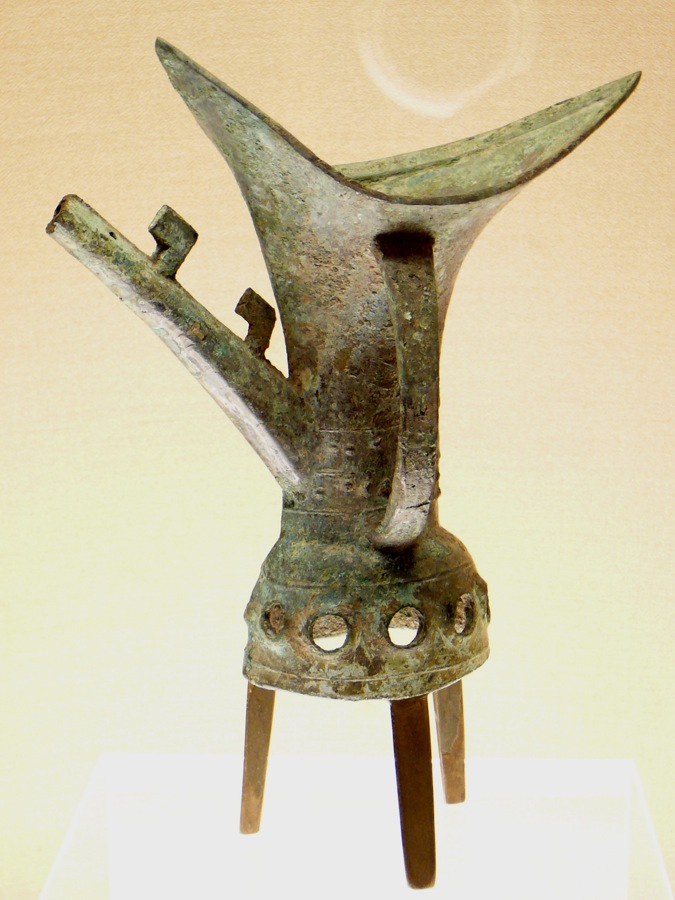
二里头文化青铜管流爵
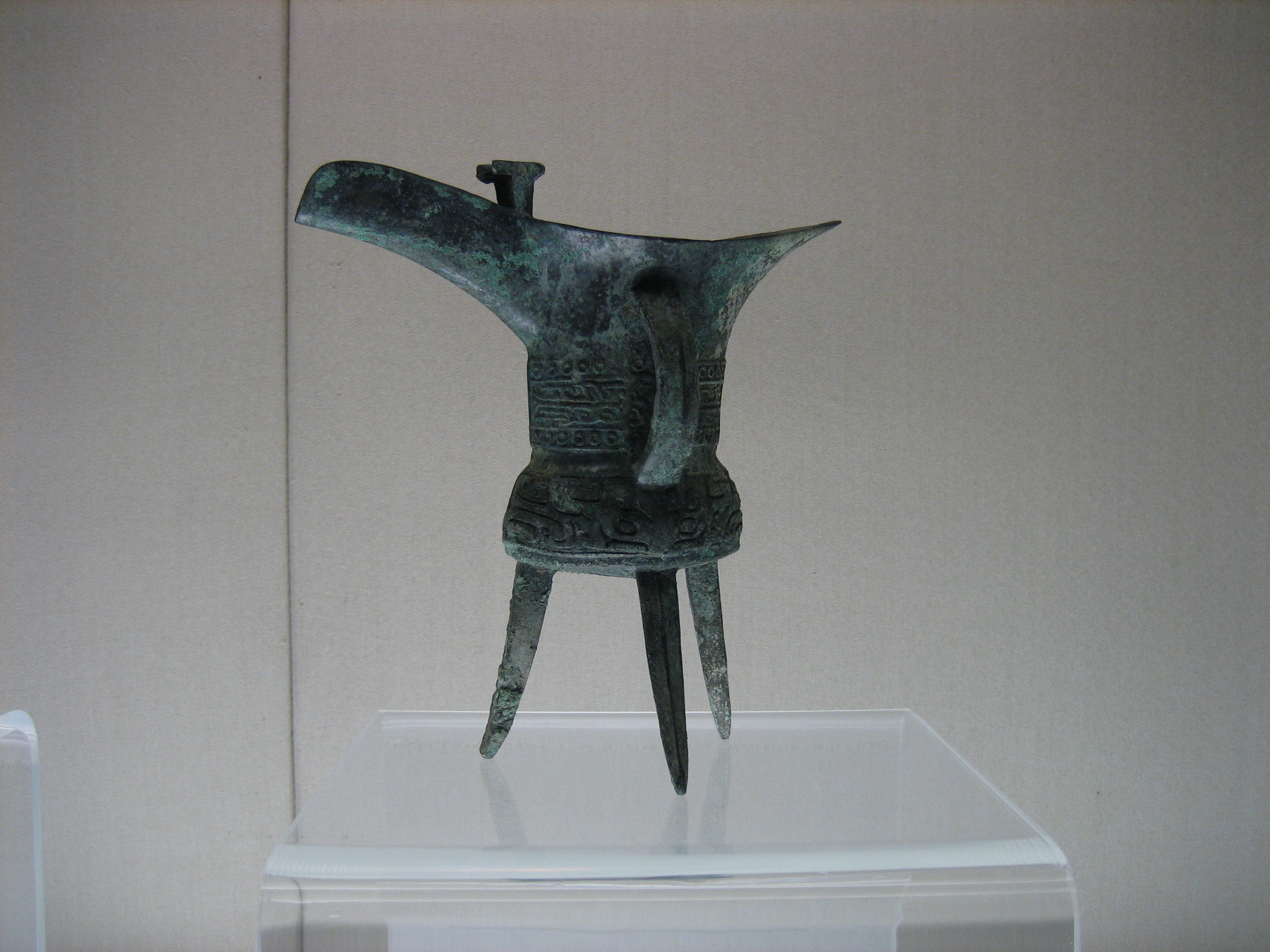
商代中期的兽面纹爵
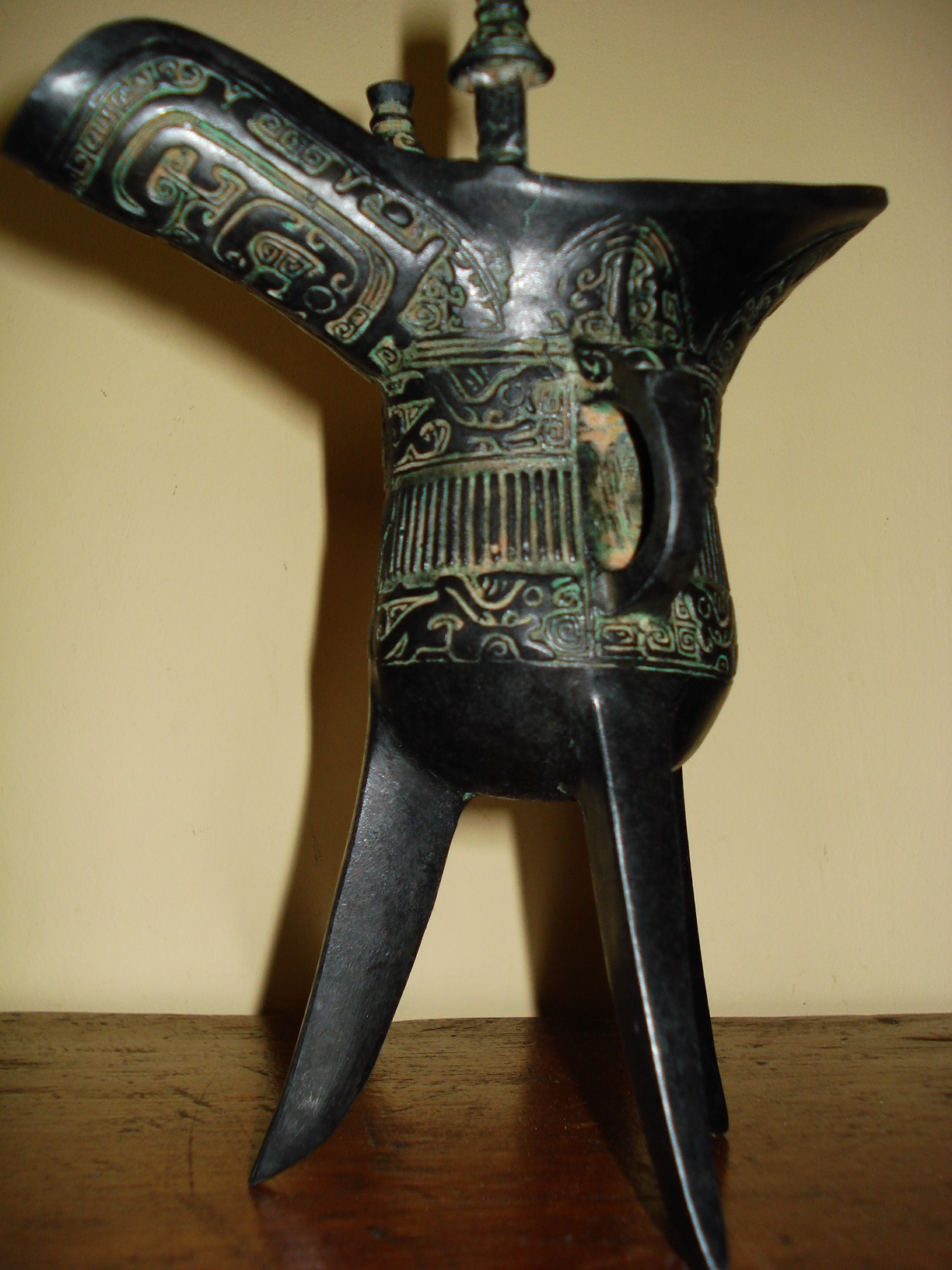
戰國中期的爵
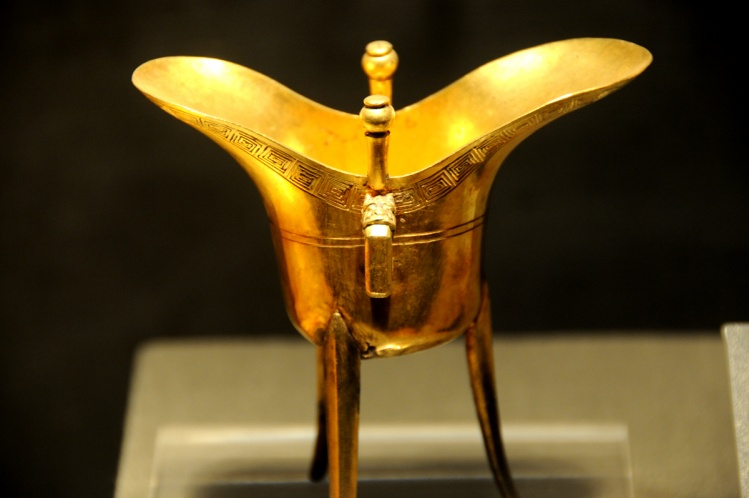
明朝金爵

## 延伸阅读
[在维基数据编辑]
 《欽定古今圖書集成·經濟彙編·考工典·爵部》，出自陈梦雷《古今圖書集成》